# راب روتن
راب روتن (انگلیسی: Rob Rotten) بازیگر و کارگردان پورنوگرافی اهل ایالات متحده آمریکا است.